# Zacatecas (Bundesstaat)
Der Bundesstaat Zacatecas [sakaˈtekas], offiziell Freier und Souveräner Staat Zacatecas (spanisch Estado Libre y Soberano de Zacatecas), liegt im mittleren Norden Mexikos. Im Norden wird Zacatecas begrenzt durch den Bundesstaat Coahuila, im Nordwesten von Durango, im äußersten Westen durch Nayarit, östlich liegen San Luis Potosí und Nuevo León, während sich im Süden Guanajuato, das kleine Aguascalientes und Jalisco befinden.

## Geographie
Der Bundesstaat Zacatecas liegt im mittleren Norden Mexikos nördlich von Mexiko-Stadt und hat ca. 1.700.000 Einwohner auf 75.539 km² (ca. 3,8 % der Fläche Mexikos). Er besteht größtenteils aus Wüstensteppe, die schon den Übergang zur nordamerikanischen Prärie bildet.

## Bevölkerungsentwicklung
| Jahr | Einwohnerzahl |
| ---- | ------------- |
| 1950 | 665.524       |
| 1960 | 817.831       |
| 1970 | 951.462       |
| 1980 | 1.136.830     |
| 1990 | 1.276.323     |
| 1995 | 1.336.496     |
| 2000 | 1.353.610     |
| 2005 | 1.367.692     |
| 2010 | 1.490.668     |
| 2015 | 1.579.209     |

## Geschichte
Mehrere archäologische Stätten weisen auf die Besiedlung der Region in vorspanischer Zeit hin.
Die 1546 von den Spaniern gegründete Stadt Zacatecas war durch ihren Silber-Bergbau berühmt. Die drei Grubenreviere von Zacatecas, Fresnillo und Sombrereto ergaben 1610–1810 jährlich für 3 1⁄3 Millionen Pesos Silber. In der zweiten Hälfte des 18. Jahrhunderts zählte die Stadt Zacatecas mit mehr als 20.000 Einwohnern zu den größten Städten Neuspaniens. Der Bundesstaat Zacatecas wurde nach der Unabhängigkeit von Spanien am 23. Dezember 1823 gebildet. 1835 stellte sich die Bevölkerung der Stadt gegen die mexikanische Regierung. Antonio López de Santa Anna (1794–1876) schlug die Miliz der Stadt im Mai 1835 und erlaubte seiner siegreichen Armee Zacatecas anschließend zwei Tage lang zu plündern. Aguascalientes wurde am 23. Mai 1835 als eigener Bundesstaat von Zacatecas abgetrennt. Während der Mexikanischen Revolution war Zacatecas das letzte Bollwerk des 1914 bereits stark angeschlagenen Regimes von Victoriano Huerta (1850–1916), der hier seine Truppen konzentriert hatte, um den Revolutionären den Weg nach Mexiko-Stadt zu verlegen. Die Revolutionäre unter Pancho Villa (1878–1923) konnten am 23. Juni 1914 die Schlacht um Zacatecas für sich entscheiden.

## Politik

### Gouverneur
Die Regierung des Bundesstaates wird von einem direkt vom Volk gewählten Gouverneur (spanisch Gobernador) geleitet. Aktuell ist dies David Monreal Ávila (MORENA). Vorgänger war Alejandro Tello Cristerna (PRI, Amtszeit 2016–2021).
Die Zentralregierung wirkt stark in die Bundesstaaten hinein. Dies liegt in den vielfältigen Abhängigkeiten der Staaten von der Bundesregierung begründet, da diese den Staaten und Gemeinden einen Teil der Steuereinnahmen zuweist. Daneben haben die Ministerien Vertretungen (Delegaciones) in den Bundesstaaten, Regierungsbezirken und Gemeinden. Über diese werden Bundesmittel insbesondere für Sozialfürsorge und Entwicklungsprogramme vergeben.

### Städte und Gemeindebezirke
Die größten Städte des Bundesstaates sind neben der gleichnamigen Hauptstadt Zacatecas Guadalupe, Fresnillo, Jerez de García Salinas, Río Grande und Víctor Rosales. Viele der größeren Siedlungen gingen aus Bergwerksstädten hervor.
Zacatecas gliedert sich in 58 Municipios (Gemeinden).

## Wirtschaft
Die wichtigsten Wirtschaftszweige neben dem Bergbau sind Landwirtschaft (besonders Viehhaltung) und Tourismus.
Während das Silbergewerbe in Zacatecas immer mehr an Bedeutung verliert, haben sich dort in den vergangenen Jahren andere Industrie- und Wirtschaftszweige angesiedelt. So steht zwischen Zacatecas Stadt und Fresnillo heute die größte Brauerei der Welt. In der Anlage des Braukonzerns Grupo Modelo werden pro Jahr 22 Millionen hl Bier hergestellt.
Zacatecas gilt neben den Staaten Guerrero und Michoacán als einer der von der Migrationswelle in die USA mit am meisten betroffenen Bundesstaaten Mexikos. Mittlerweile leben annähernd eine Million Zacatecaner in den USA, hauptsächlich in Chicago und Los Angeles.